# Chapelle Notre-Dame-de-Toute-Bonté
La chapelle Notre-Dame-de-Toute-Bonté, à Châteauponsac dans la Haute-Vienne, date du XIe siècle.

## Localisation
La chapelle est située dans le département français de la Haute-Vienne, sur la commune de Châteauponsac, rue de Lorraine.

## Historique
Les premières pierres de la chapelle de la Sainte Vierge sont posées au XIe siècle, vers 1080.
Située en contrebas du bourg, elle devient rapidement un lieu important de pèlerinage de toute la contrée. La Vierge y est priée pour les jeunes malades, les nerveux ainsi que pour une bonne entente au sein des couples.
À l'origine construction romane, elle est plusieurs fois remaniée et agrandie. Elle est élevée au rang d'église paroissiale au début du XIVe siècle.
Détruite en 1370 par les troupes du prince Noir et en 1587 pendant les guerres de Religion, elle est restaurée en 1625. En 1672, une sacristie est construite, accolée au mur Nord de l'édifice.
Au XVIIIe siècle, un nouvel agrandissement lui ajoute une travée et le clocher. Ce dernier est particulièrement remarquable car il est couvert de bardeaux (sorte de tuiles en bois) de châtaignier.
Le passé tumultueux de la chapelle explique son architecture très hétéroclite : l'édifice rassemble donc trois époques et trois styles architecturaux : roman, gothique et style XVIIIe.
Elle porte aujourd'hui le nom de chapelle Notre-Dame-de-Toute-Bonté.